# علي السبع (لاعب كرة قدم)
علي السبع هو لاعب كرة قدم لبناني في مركز حراسة المرمى، ولد في 24 يونيو 1994 في برج البراجنة في لبنان. لعب مع نادي النجمة.

## وصلات خارجية
- علي السبع على موقع ناشيونال فوتبول تيمز (الإنجليزية)
- علي السبع على موقع Soccerway.com (الإنجليزية)
- علي السبع على موقع عالم كرة القدم.نت (الإنجليزية)
- علي السبع على موقع كووورة